# Workplace
Workplace es una red social creada por Mark Zuckerberg (creador de Facebook) de tipo empresarial, que pretende poner en contacto a todos los miembros de una organización a través del teléfono inteligente, con Workplace serás capaz de estar conectado y no disminuir tu ritmo de trabajo, por ejemplo, podrás aportar ideas al proceso creativo de tu equipo mientras te desplazas.
Está diseñado completamente para el ámbito empresarial, libre de publicidad y aunque es creada por Facebook no tiene nada que ver con dicha red social ya que trabaja de manera independiente.
Si bien el servicio es independiente de Facebook, opera en forma similar: también tiene un muro, chat, permite transmisiones en vivo, grupos, etc. El objetivo de Workplace es permitir que todos los empleados de una empresa estén conectados de forma permanente a través de sus dispositivos móviles, de esta forma se pretende mejorar la productividad empresarial, facilitando y profesionalizando la comunicación interna de una forma amigable y familiar.

## Características
Presenta diferentes prestaciones similares a Facebook, como:
- Videollamadas y notas de voz
- Muro para postear contenido de manera general
- Compartir información con otras compañías con las que se colabora
- Proporciona datos de productividad
- Mejora el trabajo en equipo.